# Bethonvilliers
Bethonvilliers  es una comuna francesa situada en el departamento del Territorio de Belfort, de la región de Borgoña-Franco Condado.
Los habitantes se llaman Bévillois.

## Geografía
Está ubicada muy próxima a la cordillera de los Vosgos, a 10 km al este de Belfort.

## Historia
En el siglo XIII el pueblo se encontraba dividido en Bethonvilliers-rive-droite y Bethonvilliers-rive-gauche separados por el río Madeleine, dependiendo el primero del prebostazgo de Belfort y el segundo del señorío de Rougemont-le-Château. Esta distinción se encontraba también a nivel religioso; los habitantes que dependían de Rougemont debían ir a la iglesia de Phaffans mientras que los que vivían sobre la otra orilla se consideraban feligreses de Saint-Germain-le-Châtelet. Esta situación perduró hasta el siglo XVII, en que fue unificada la localidad al pasar a pertenecer el territorio a la corona real francesa.

## Demografía
| 92 | 136 | 116 | 154 | 217 | 237 | 247 | 254 |
| Para los censos de 1962 a 1999 la población legal corresponde a la población sin duplicidades (Fuente: INSEE [Consultar]) |     |     |     |     |     |     |     |